# Ла Торе (Пезаро и Урбино)
Ла Торе је насеље у Италији у округу Пезаро и Урбино, региону Марке.
Према процени из 2011. у насељу је живело 227 становника. Насеље се налази на надморској висини од 297 м.